# Порт-Фостер

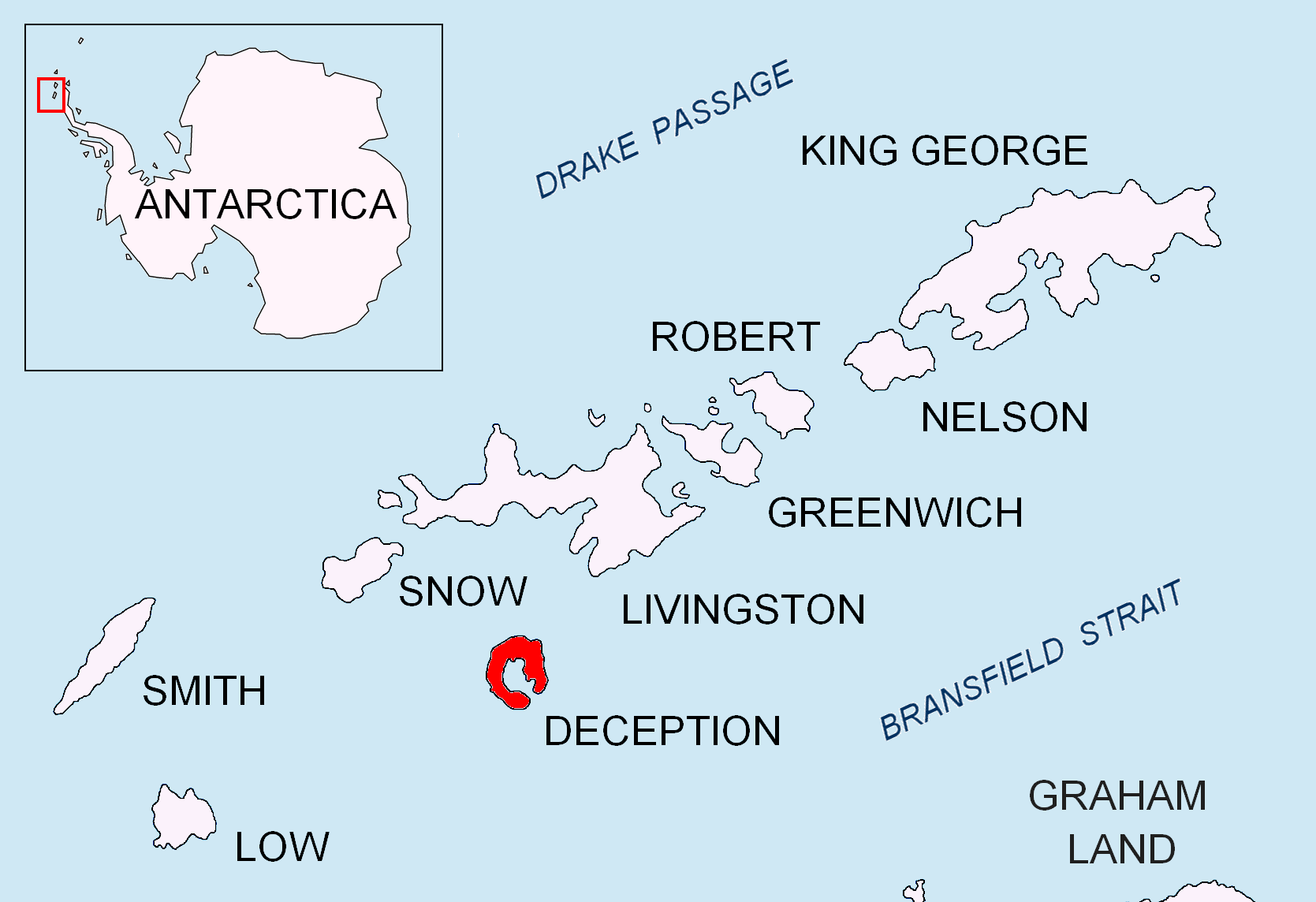
Розташування острова Десепшен на Південних Шетландських островах

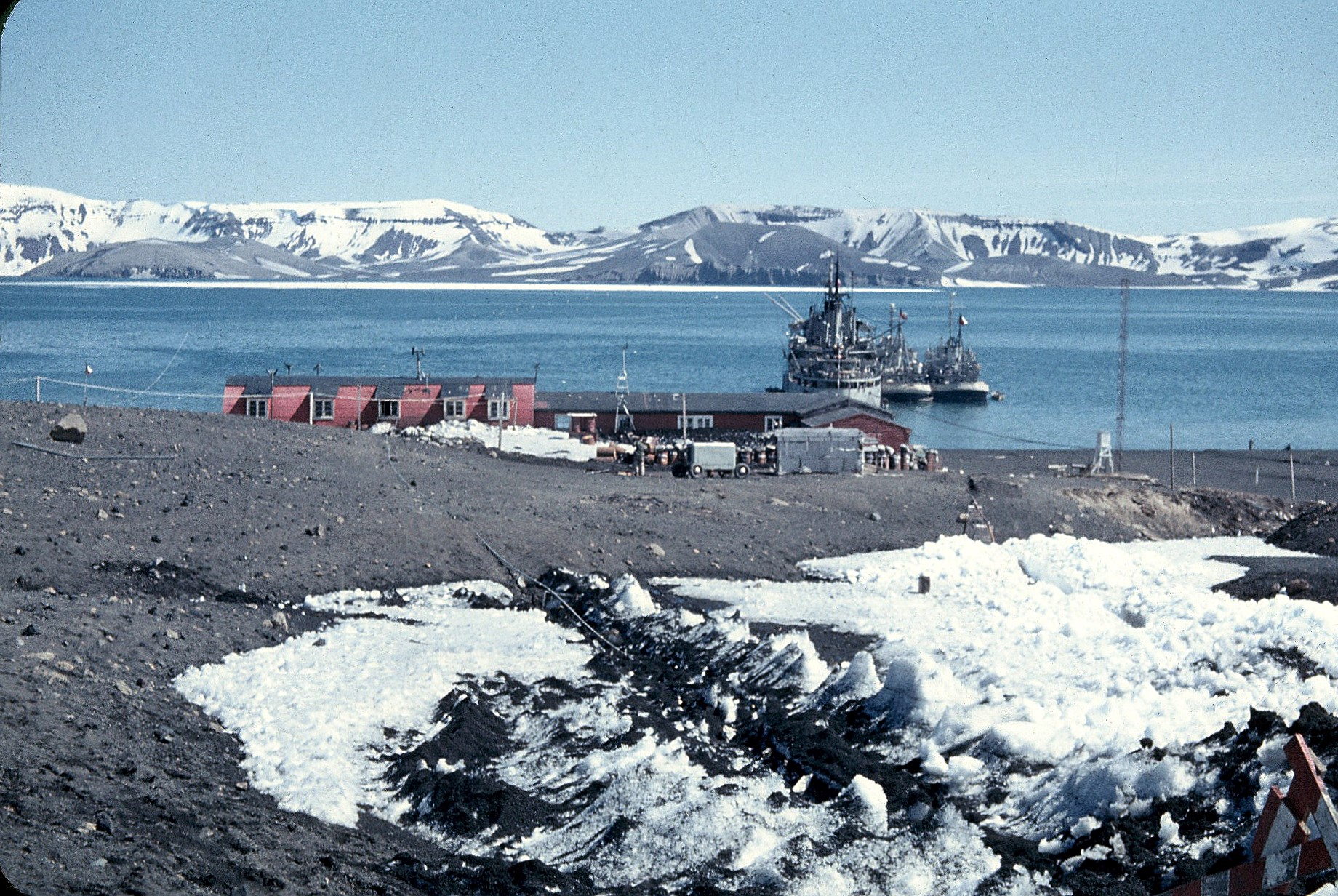
Порт-Фостер у 1958 році

Порт-Фостер - одна з найбезпечніших гаваней Антарктиди, розташована на острові Десепшен у Південних Шетландських островах.

## Історія
Гавань була відома морським промислам ще в 1820 році, і в її ранній історії вона називалася Порт Вільямс, на честь брига капітана Вільяма Сміта, Вільямс; або Янкі-Харбор, через кількість американських морських промислів, які там стояли.
Порт, який коротко називався Янкі-Харбор і Порт-Данбар, був названий Порт-Фостер на честь Генрі Фостера, капітана HMS Шантиклер і керівник першої наукової експедиції на острів у січні-березні 1829 р. Експедиція, що базувалася в Маятниковій бухті, виконала гравітаційні та магнітні вимірювання, створила першу топографічну карту, виміряла температуру та провела гідрографічну зйомку.
Попередні назви порту залишилися для інших об’єктів того ж архіпелагу — Вільямс-Пойнт і Янкі-Харбор.

## Опис

Карта острова Десепшен із топографією та розташуванням станцій і охоронних зон. Вхід у гавань під назвою «Міхи Нептуна» знаходиться внизу праворуч.

Центром острова Десепшен є кальдера, яка утворилася в результаті гігантського виверження вулкана і пізніше була затоплена. У результаті цього утворилася  басейноподібна гавань Порт-Фостер розміром 10 на 7 км. Вхід у Порт-Фостер лише  560 м завширшки та називається «Міх Нептуна» (Neptune's Bellows).
Бентосна зона Порт-Фостера представляє великий екологічний інтерес через природні порушення, спричинені вулканічною діяльністю. Дві території охороняються як Особливо охоронюваний район Антарктики (ASPA) № 145.

## Дивіться також
- Стенкомб Коув
- Стенлі Патч
- Wensleydale Beacon